# John Newman (muzyk)
John William Peter Newman (ur. 16 czerwca 1990 w Keighley) – brytyjski piosenkarz i muzyk.

## Życiorys
Urodził się w Keighley, a dorastał w Settle w Yorkshire Dales. W wieku 14 lat rozpoczął grę na gitarze oraz pisanie własnych piosenek. Nauczył się nagrywania oraz produkowania swoich własnych utworów. Gdy miał 20 lat, przeprowadził się do Londynu, gdzie założył zespół. Podpisał umowę z wytwórnią Island Records. Wydał utwór „Cheating” w formie digital download, którego wersję akustyczną grał na koncertach.
W maju 2012 nagrał z grupą Rudimental singiel „Feel the Love”, który zajął czołowe miejsce na brytyjskich listach przebojów. W listopadzie 2012 razem z Rudimental stworzył singel „Not Giving In”, który uplasował się na 14. miejscu brytyjskiej listy UK Singles Chart. W czerwcu 2013 wydał swój debiutancki, solowy singiel „Love Me Again”, a w październiku – pierwszy album studyjny, zatytułowany Tribute. Pod koniec 2014 ukazała się piosenka „Blame”, którą nagrał we współpracy z Calvinem Harrisem. Singiel zadebiutował na pierwszym miejscu UK Singles Chart. 16 października 2015 wydał album pt. Revolte, który promował singlami „Come and Get It” i „Tiring Game”.

## Dyskografia
Albumy studyjne
| 2013                                                     | Tribute - Wydany: 7 października 2013 - Wytwórnia: Universal, Island Records - Format: CD, Digital download  | 31 | 1 | 7  | 20 | 33 | 37 | 21 | 8  | 51 | 6 | 1 | 11 | 24 | - POL: złota płyta |
| 2015                                                     | Revolve - Wydany: 16 października 2015 - Wytwórnia: Universal, Island Records - Format: CD, Digital download | –  | 3 | 94 | –  | 61 | –  | 61 | 67 | 37 | – | 3 | 29 | –  |                    |
| „–” oznacza singel nietypowany na listach lub niewydany. | |    |   |    |    |    |    |    |    |    |   |   |    |    |                    |

Single
- Własne

| 2013                                                     | „Love Me Again”                           | 2  | 1   | 4  | 6  | 6  | 3  | 19 | 9 | 1  | 5  | Tribute |
| 2013                                                     | „Cheating”                                | 8  | 9   | 75 | 53 | 57 | 19 | –  | – | 7  | 56 | Tribute |
| 2013                                                     | „Losing Sleep”                            | –  | 48  | –  | 65 | 57 | 31 | –  | – | 36 | 29 | Tribute |
| 2014                                                     | „Out of My Head”                          | –  | 91  | –  | 78 | –  | –  | –  | – | –  | –  | Tribute |
| 2015                                                     | „Come and Get It”                         | 10 | 5   | –  | 53 | 70 | 53 | 69 | – | 3  | 29 | Revolve |
| 2015                                                     | „Tiring Game” (gościnnie: Charlie Wilson) | –  | 134 | –  | 64 | –  | –  | –  | – | 66 | –  | Revolve |
| 2016                                                     | „Olé”                                     | –  | 120 | –  | –  | –  | –  | –  | – | 47 | –  | —       |
| 2018                                                     | „Fire In Me”                              | –  | –   | –  | –  | –  | –  | –  | – | 59 | –  | —       |
| 2019                                                     | „Feelings”                                | –  | –   | –  | –  | –  | –  | –  | – | –  | –  | —       |
| 2019                                                     | „Without You” (gościnnie: Nina Nesbitt)   | –  | –   | –  | –  | –  | –  | –  | – | –  | –  | –       |
| „–” oznacza singel nietypowany na listach lub niewydany. |                                           |    |     |    |    |    |    |    |   |    |    |         |

- Gościnne

| 2012                                                     | „Feel the Love” (Rudimental feat. John Newman)                | – | 1  | 3  | 14 | 2  | 26 | 26 | 2  | 4  | 1  | – | Home          |
| 2012                                                     | „Not Giving In” (Rudimental feat. John Newman & Alex Clare)   | – | 14 | 12 | –  | 54 | –  | 58 | 71 | 11 | 16 | – | Home          |
| 2014                                                     | „Blame” (Calvin Harris feat. John Newman)                     | 4 | 1  | 9  | 4  | 4  | 6  | 5  | 3  | 9  | 1  | 4 | Motion        |
| 2016                                                     | „Give Me Your Love” (Sigala feat. John Newman & Nile Rodgers) | – | 9  | 83 | 50 | 55 | –  | 46 | –  | –  | 1  | – | Brighter Days |
| „–” oznacza singel nietypowany na listach lub niewydany. |                                                               |   |    |    |    |    |    |    |    |    |    |   |               |